# Robert Shy
Robert Shy (* 20. Mai 1939 in Lexington; † 8. November 2018) war ein US-amerikanischer Jazzmusiker (Schlagzeug).
Shy spielte im Raum Chicago seit Anfang der 1960er-Jahre in der dortigen Jazzszene; erste Aufnahmen entstanden 1964 mit der von ihm mitbegründeten Band The Three Souls um den Saxophonisten Sonny Cox (Dangerous Dan Express). Ab den 1970er-Jahren spielte er u. a. mit Roland Kirk, E. Parker McDougal, Richie Cole, Von Freeman, Larry Gray, Willie Pickens, Jodie Christian, John Whitfield, Guy Fricano,  Frank Catalano, Harold Ousley und Arthur Hoyle. Im Bereich des Jazz war er zwischen 1960 und 2008 an 45 Aufnahmesessions beteiligt, zuletzt mit der Sängerin Solitaire Miles. 2011 trat er noch auf dem Chicagoer Hyde Park Jazz Festival auf.